# Divja jama nad Plavami in Zamedvejski potok
Divja jama nad Plavami in Zamedvejski potok este o arie protejată (arie specială de conservare — SAC, sit de importanță comunitară — SCI) din Slovenia întinsă pe o suprafață de 37,74 ha, integral pe uscat.

## Localizare
Centrul sitului Divja jama nad Plavami in Zamedvejski potok este situat la coordonatele 46°03′16″N 13°34′36″E / 46.0544°N 13.5767°E.

## Înființare
Situl Divja jama nad Plavami in Zamedvejski potok a fost declarat sit de importanță comunitară în aprilie 2004 pentru a proteja 3 specii de animale. Situl a fost protejat și ca arie specială de conservare în februarie 2012.

## Biodiversitate
Situată în ecoregiunea continentală, aria protejată conține 1 habitat natural: Peșteri inaccesibile publicului.
La baza desemnării sitului se află mai multe specii protejate:
- mamifere (2): liliac cu aripi lungi (Miniopterus schreibersii), liliacul mic cu potcoavă (Rhinolophus hipposideros)
- nevertebrate (1): Austropotamobius torrentium